# 殺手阿一 (電影)
《殺手阿一》為依據日本漫畫家山本英夫所繪製的漫畫《殺手阿一》，進行改編的電影作品。

## 劇情簡介
在日本新宿歌舞伎町的一棟黑幫大樓內，「安生組」老大安生芳雄與三億日元突然失蹤，道上流傳令安生組丟臉的說法；組織震怒，尤以安生組二頭目垣原反應最激烈。垣原誤信神秘人物阿叔，綁架了關係惡劣的敵對「船鬼一家」頭目鈴木酷刑逼供，使安生組進退失據，垣原決定割舌謝罪。不久後安生組組員接連被神秘殺手以兇殘方式擊殺，垣原愛上這種極致的血腥殘暴，期待能有機會與這位神秘殺手交戰。老大情婦 Karen與阿叔相熟，為討好垣原以身犯險刺探敵情。Karen在阿叔幫助下，漸漸接近神秘殺手「阿一」 ...。

## 人物角色
| 角色名稱     | 演員       | 備註                                     |
| ------------ | ---------- | ---------------------------------------- |
| 垣原雅雄     | 淺野忠信   | 黑道份子，安生組幹部、二號頭目           |
| 城石一／阿一 | 大森南朋   | 神秘殺手                                 |
| Jijii        | 塚本晉也   | 神秘人士                                 |
| Karen        | 孫佳君     | 安生組組長情婦                           |
| 鈴木         | 寺島進     | 黑道份子，船鬼一家幹部                   |
| 高山         | 菅田俊     | 黑道份子，安生組組員                     |
| 藤原         | 手塚とおる |                                          |
| 中澤         | 有薗芳記   |                                          |
| 龍           | KEE        |                                          |
| 井上         | 新妻聰     |                                          |
| 二郎         | 松尾スズキ | 卑劣刑警、雙胞胎兄弟，垣原的外部強力手下 |
| 三郎         | 松尾スズキ | 卑劣刑警、雙胞胎兄弟，垣原的外部強力手下 |
| 船鬼         | 國村隼     | 黑道份子，船鬼一家組長                   |
| 金子         | SABU       | 黑道份子，安生組組員                     |

## 獎項
- 日本電影專業獎（日语：日本映画プロフェッショナル大賞）

- 「作品獎」（作品賞）
- 「導演獎」（監督賞）：三池崇史

## 備註
1. 2003年，台灣金馬國際影展的觀摩影片之一，曾將本片譯名為《殺手阿一》。

## 外部連結
- 殺手阿一（Ichi the Killer） （页面存档备份，存于），〈網路電影資料庫〉
- 殺手阿一（Ichi the Killer） （页面存档备份，存于），〈日本電影資料庫〉
- 殺手阿一　電視廣告片段 （页面存档备份，存于），〈YouTube〉
- 殺手阿一　香港官方網站 （页面存档备份，存于）